# Вайнов, Антон Романович
Антон Романович Вайнов (Вайнштейн)(1898—1937) — деятель ВКП(б).

## Биография
Родился в Одессе 22 июня (4 июля) 1898 года в еврейской семье, отец — рабочий-карамельник. В 1913 году окончил 2-е Одесское казенное училище. Работал подмастерьем-карамельником на сахарной фабричке.
Участник гражданской войны, участник одесского подполья. Член РКП(б) с 1918 года. В 1920 году старший уполномоченный, председатель ячейки КП(б)Украины Особого отдела, заведующий Отделом политического контроля Одесской губернской ЧК, затем руководил партийной организацией Большого Фонтана в Одессе работал в уездных парторганах, был председателем Особой сессии Одесского губернского Революционного Трибунала (Тирасполь).
В сентябре 1923 — мае 1924 гг. — слушатель курсов уездных секретарей при ЦК РКП(б. В 1924—1925 гг. заведующий Луганской окружной партийной школой, работник луганских парторганов. С марта 1928 — ответственный инструктор ЦК КП(б) Украины, заведующий Организационно-распределительным отделом ЦК КП(б) Украины. В 1930 году стал ответственным секретарем Кременчугского окружного комитета КП(б) Украины, а затем ответственным секретарем Одесского окружного комитета, Одесского городского комитета КП(б) Украины.
С 22 июля 1932 по март 1933 года 2-й секретарь Донецкого областного комитета КП(б) Украины. С марта по сентябрь 1933 года секретарь Донецкого областного комитета КП(б) Украины по металлургии. С сентября 1933 по январь 1936 года 2-й секретарь Донецкого областного комитета КП(б) Украины. С 23 января 1934 года по 8 января 1937 года член ЦК КП(б) Украины. Был делегатом XVI и XVII съездов ВКП (б).
В 1936 году заместитель заведующего Промышленным отделом ЦК ВКП(б).
С марта 1936 по 30 января 1937 года 1-й секретарь Организационного бюро ЦК ВКП(б) по Ярославской области. Жил в Ярославле на Волжской наб., д.23.
С 3 февраля по 7 июня 1937 года 1-й секретарь Ярославского областного комитета ВКП(б). На февральско-мартовском пленуме ЦК ВКП(б) 1937 г. И. В. Сталин критиковал Вайнова за подбор кадров по принципам «семейственности и артельности». Снят с должности постановлением II-й областной конференции ВКП(б) по указу прибывших в Ярославль представителей ЦК Л. Кагановича и Г. Маленкова, обвинивших руководство области в недостаточно активной борьбе с «врагами народа».
Арестован 23 июня 1937 года. Осужден как участник троцкистско-зиновьевской террористической организации. Расстрелян в Москве 10 сентября 1937 года. Место захоронения — Донское кладбище (могила общих прахов № 1).
Реабилитирован в 1956 году.
Жена — Эсфирь Ефимовна Вайнова, урожденная Кример (21 мая 1903 — ?). Дети — Анна (р. 1923) и Феликс (р. 1930), геолог, работал в Забайкалье. Внук — Антон Вайнов (р. 1949), жил в Ярославле на Флотском спуске.